# Grit Bloß
Grit Bloß (* 1968 in Dresden) ist eine deutsche Autorin, die unter ihrem Pseudonym Brit Gloss bekannt wurde.

## Leben
Grit Bloß wuchs in Dresden auf. Ihr Abitur absolvierte sie an der Erweiterten Oberschule „Friedrich Engels“ in Dresden-Plauen. Im Anschluss studierte sie Betriebswirtschaftslehre mit Psychologie im Nebenfach an der Freien Universität Berlin. Nach Stationen bei der Deutschen Welle sowie der taz, die Tageszeitung, in Berlin wechselte sie Ende der 1990er Jahre zurück nach Dresden. Hier leitete sie die Unternehmenskommunikation der DDV Mediengruppe. Ihr Debüt als Autorin gab sie im Herbst 2017 unter ihrem Pseudonym Brit Gloss mit Grüße vom Sofa, 16 Kurzgeschichten über den Alltag. Zwei weitere Bücher folgten 2019 und 2020.
Eine mehrmonatige beruflichen Auszeit 2021 in Portugal war für sie die Initialzündung, ihre Freude am Schreiben zum Beruf zu machen. Seit 2024 arbeitet sie als freie Autorin und vermittelt ihre Begeisterung fürs Schreiben in zahlreichen Schreibkursen. Ihre Bücher erscheinen seitdem unter ihrem bürgerlichen Namen. 
Grit Bloß lebt in Dresden und hat einen Sohn.

## Veröffentlichungen
- Grüße vom Sofa – Fünfminutengeschichten, Saxo’PHON Verlag, 2017, ISBN 978-3-943444-70-4
- Fußball-WM Kolumne „Sdrasdwutje“, Sächsische Zeitung / Sächsische.de, 2018, (Leseprobe)
- Vom Nichtstun und Bleibenlassen – Fünfminutengeschichten, Saxo’PHON Verlag, 2019, ISBN 978-3-943444-83-4
- Versuchsweise GLÜCKLICH – eine 6-Minuten Heilmethode im Selbstversuch, DDV Edition, 2020, ISBN 978-3-943444-92-6
- "Alleine los - eine Auszeit mit 50 plus" - der Blog